# Scott Storch
Scott Spencer Storch (n. 16 decembrie 1973, Halifax, Nova Scoția, Canada) este un producător de muzică hip-hop, pop, R&B, Reggaeton și ocazional rapper. Deține propria sa casă de înregistrări, Storch Music Company și are propriul studio Tuff Jew Productions LLC. A produs cântece pentru o varietate de cântăreți începând cu Dr. Dre, 50 Cent, Ja Rule, G-Unit, Jadakiss, Christina Aguilera, Nas, Lil Wayne, Paris Hilton, Jessica Simpson, Fat Joe, Beyoncé, Brooke Hogan , The Game, Chamillionaire și lista poate continua. În prezent lucrează cu Ciara pentru noul ei album numit „Fantasy Ride”, programat să apară în 2009.

## Istoric
Scott s-a născut în 1973 în Nova Scoția și provine dintr-un cuplu de evrei. A abandonat școala în clasa a noua pentru a urma o carieră în muzică. La 16 ani, devine pianist pentru trupa hip-hop The Roots. Trupa apoi a devenit celebră și lucrurile au început să evolueze. Scott renunță la trupă motivând „pentru a face câțiva pași în față sunt necesari câțiva pași înapoi”. Își va muta domiciliul în Ft. Lauderdale, Florida și Philadelphia, Pennsylvania.

## Viața particulară
A fost pe rând cuplat de către presă cu Lil' Kim, prezentatoarea Jenny Jones, fotomodelul Erica Mena și multimilionara Paris Hilton.
Întotdeauna când apare în public poartă foarte multe bijuterii și diamante, însă rămâne o persoană discretă. Este des comparat cu Pharrell Williams sau Kanye West, la fel ca și cei doi devenind un cântareț celebru după ce a avut succes în cariera de producător. 
Colecția sa de mașini include 2 modele Rolls-Royce Phantom, un Rolls-Royce drop head coupe, un Bentley Azure, un Bentley Continental GT, un Aston Martin Vanquish S, un Maybach 62, un Mercedes-Benz SLR McLaren, un Ferrari Superamerica, un Lamborghini Murciélago roadster și un Bugatti Veyron 16.4.
El locuiește într-o casă în Miami care valorează 14,000,000 de $ și lângă casă are andocat un Yach în valoare de 22,000,000 de $, supranumit „Tiffany”. 
Revista Rolling Stone a declarat la mijlocul anului 2006 că Scott Storch are o avere care atinge suma de 80,000,000 de $. El taxează cam în jurul a 100,000 de $ pentru o piesă.

## Conflicte

### Timbaland
Producătorul hip-hop Timbaland face referire la Storch în piesa „Give It To Me”, când spune: „I get a half a million for my beats, you get a couple grand/Never going to see the day that I ain't got the upper hand/I'm respected from California way down to Japan/I'm a real producer and you just the piano man/Your songs don't top the charts, I heard 'em, I'm not a fan”.Timbaland a confirmat că despre Storch se referea în acele versuri într-un interviu difuzat la MTV.
Storch a răspuns acestei provocări cu piesa „Built Like That” lansată pe 26 februarie 2007 coprodusă de Nu Jerzey Devil. În piesă, Storch susține că este responsabil pentru producția hitului lui Justin Timberlake din 2002, piesa „Cry Me a River”, pentru care a primit doar titlul de co-scriitor și pianist,însă toată responsabilitatea pentru producerea piesei revenindu-i lui Timbaland. Storch mai susține că partenerul lui Timbaland, productătorul Danja,este omul din spatele colaborărilor cu Nelly Furtado și Justin Timberlake, și că tot datorită lui Danja, Timbaland a reușit să treacă peste falimentul propriului său label, Beat Club. 
Recend însă, cei doi s-au impăcat. Această veste a fost confirmată și de Timbaland în revista Scratch.

### Christina Aguilera
A opta piesă de pe Disk 1 de pe albumul Back to Basics, se numește „F.U.S.S.” fiind o prescurtare de la „Fuck U Scott Scorch”. Scott Storch a produs și co-scris mai multe cântece pentru Aguilera pe albumul anterior Stripped, incluzând „Walk Away”, „Can't Hold Us Down”, „Infatuation”, „Fighter”, „Loving Me 4 Me”, „Keep On Singin' My Song” și „Underappreciated”. Storch a fost invitat să participe și la crearea albumului Back to Basics însă a refuzat să ia parte la acest proiect, din cauza unor neînțelegeri cu Aguilera.

## Discografie

### Single
- Built Like That (Scott Storch feat NOX)

1. ↑  Miami New Times, accesat în 14 februarie 2018